# Lee Ho Ching
Lee Ho Ching (chinesisch 李皓晴, Pinyin Lǐ Hàoqíng, Jyutping Lei5 Hou6cing4; * 24. November 1992 in Hongkong) ist eine Tischtennisspielerin aus Hongkong. Sie ist Rechtshänderin und nahm 2012 und 2016 an den Olympischen Spielen teil.

## Werdegang
Im Alter von sieben Jahren begann Lee Ho Ching mit dem Tischtennissport.
Bei den Grand Finals der ITTF World Tour 2014 gewann Lee Bronze, zwei Jahre später im Doppel Silber. Bei den Olympischen Spielen 2012 und 2016 errang sie mit dem Team jeweils den fünften Platz. Nur 2016 trat sie im Einzel an. Nach einem Sieg über die Ukrainerin Tetjana Bilenko schied sie gegen die Chinesin Li Xiaoxia aus.
2015 und 2017 wurde sie bei den Asienmeisterschaften mit dem Team jeweils Dritte. Auch bei den German Open 2016 wurde sie Dritte im Einzel.
Lees Vorbild ist Fan Zhendong.

## Erfolge

### ITTF World Tour Grand Finals
- 2014 Doppel Bronze
- 2016 Doppel Silber

### Asienmeisterschaften
- 2015 Team Bronze
- 2017 Team Bronze

### German Open
- 2016 Einzel Bronze